# Комаров, Геннадий Владимирович
 Геннадий Владимирович Комаров  (род. 2 февраля 1957, Борисполь) — государственный и научный  деятель, главный инженер РФЯЦ-ВНИИЭФ (2010-2015), генеральный директор Приборостроительного завода Росатома (с 2015). Лауреат Премии Правительства РФ

## Биография
Родился  2 февраля 1957 года  в городе Борисполь Киевской области.  В 1980 году после окончания Ленинградского технологического института работал в РФЯЦ-ВНИИЭФ инженером-технологом, зам.главного инженера по производству. С 1987 года главным инженером завода, с 1995 года директором завода. С 2010 по 2015 годы работал главным инженером РФЯЦ-ВНИИЭФ.
С 2015 года  был  назначен  генеральным директором ФГУП Приборостроительного завода Росатома в городе Трёхгорный.

## Награды
- Заслуженный машиностроитель Российской Федерации (2002);
- Почетная грамота Правительства Российской Федерации (2006);
- Лауреат Премии Правительства РФ (2009);
- Медаль ордена «За заслуги перед Отечеством» II степени (2009);
- Почётная грамота Президента Российской Федерации (2010);